# Örebro gevärsfaktori

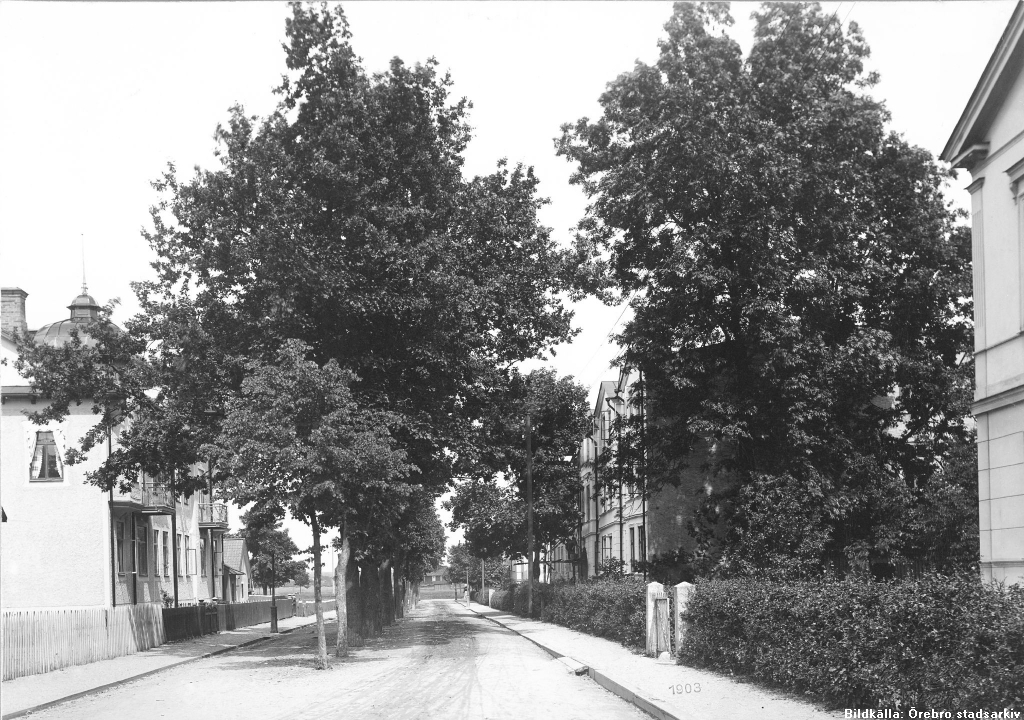
Faktorigatan norrut från Olaigatan år 1903. Gatan ligger på platsen för Norra Smedjebacken.

Örebro gevärsfaktori lär ha grundlagts redan under Hertig Karls tid, kring sekelskiftet 1600.

## Historik
Redan på 1560-talet omtalas en bondeproduktion av vapen i Knista och Lerbäcks socknar, men framför allt omkring Vallersta i Kumla socken. Antalet smideskunniga bönder ökade efterhand, framför allt söder om Örebro. Faktoriet omnämns första gången år 1615 under namnet Nerikes faktori. Alla smeder bodde då utanför Örebro. Omkring år 1640 ville man centralisera tillverkningen till Örebro, och för att markera detta bytte man namn till Örebro faktori.
Förutom gevär tillverkades bajonetter och finsmide, såsom vågbalanser, varg- och rävsaxar, eggjärn, matematiska instrument och fältskärsintrument. Årsproduktionen år 1640 var ca 3 000 musköter, samt dessutom andra vapen, krigsmateriel och civil tillverkning.
Faktoriet var beläget utanför Örebro stadsgräns, på Norra Smedjebacken. Detta motsvarar dagens Olaigatan, Karolinska skolan och Choisie. Som minne av den tiden finns Faktorigatan, som går från Svartån till Södra Grevrosengatan. I mitten av 1600-talet hade Norra Smedjebacken blivit för litet. Ett nytt område, Södra Smedjebacken, beläget ungefär där Hamnplan ligger idag, togs då i anspråk för bostäder åt smederna.
Faktoriets första borr- och sliphus låg där Kvarnplatsen ligger idag, men på 1660-talet byggdes ett modernare borrhus i Snavlunda, nära Karlslunds herrgård.
Mot slutet av 1600-talet stod faktoriet på sin höjdpunkt, men i början av 1720-talet minskade det i betydelse. Resterna inköptes 1795 av Göran Ehrenpreus. Han flyttade därefter verksamheten till Huskvarna, där den blev en del av Huskvarna gevärsfaktori. Verksamheten i Snavlunda lades ner samtidigt.

## Arbetsstyrkan
År 1639 var 557 personer engagerade vi faktoriet, nästan alla bostatta på landsbygden. År 1722 var antalet smeder 76, men bara 22 av dem ansågs "något förmögne". Enligt Bagge var arbetsstyrkan år 1785, då verksamheten förde en mer tynande tillvaro, enligt följande :
- 21 låssmeder
  - 14 gesäller och lärgossar
- 7 pipsmeder
  - 4 gesäller och 1 lärgosse
- 8 stockmakare
  - 4 gesäller
- 2 beslagstillverkare
- 1 vällare
- 2 slipare
- 1 borrare
- 4 bajonettsmeder
  - 3 lärlingar
- 20-30 stockhuggare

Faktoriet hade tre ämbeten: låssmeds-, pipsmeds- och stockmakareämbetet.
"Faktoribetjäningen" bestod av följande ämbeten:
- 1 rusthållare
- 1 gevaldiger
- 1 beskjutare
- 2 rustkammarsmeder
- 2 stockmakare
- 1 rustkammardräng

## Faktorer
Följande personer var faktorer vid Örebro gevärsfaktori enligt Klingnéus:
1. Jon Tyresson 1615-1622
2. Sven Jönsson 1623-1624
3. Christoffer Andersson 1624-1626
4. Christoffer Bengtsson 1626-1631
5. Casten Otter 1631-1654
6. Samuel Örn 1654-1661
7. Bengt Simonsson (Gyllenharnesk) 1660-1678 (senare överinspektor för faktorierna i riket)
8. Petter Broms 1678-1687
9. Hans Preuss d ä 1687-1690 (överinspektor för faktorierna i riket 1690, adlad Ehrenpreus 1695)
10. Gustav Roman 1711-1716
11. Joachim Rosenberg 1716-1724 och 1732-1745
12. Paul von Schoting 1724-1732
13. Pehr Starbus d y 1745-1762
14. Carl Niclas Boström och Nils Fries 1762-1776
15. Lars Valtinsson 1778(?)-1785
16. Carl Alexander Fernström 1789-1795
17. J G Almström 1795-1796

## Faktorigatan
Gatan ligger från Svartån, genom Choisie, norrut förbi Universitetssjukhuset och slutar vid SJ:s centrala verkstäder (CV). Gatan går rakt igenom det som tidigare var Norra Smedjebacken. Den fick sitt nuvarande namn år 1885, och ska erindra om det gamla gevärsfaktoriet.